# Рендюк Теофіл Георгійович
Теофіл Георгійович Рендюк (7 липня 1955, с. Цурень, Глибоцький район, Чернівецька область, Українська РСР, СРСР, Україна) — український дипломат у ранзі Надзвичайного і Повноважного Посланника. Повірений у справах України в Республіці Молдова (2000—2001 роки). Повірений у справах України в Румунії (2005—2006 роки, 2008 рік, 2016 рік). Доктор історичних наук. Член спеціалізованої вченої ради Інституту мистецтвознавства, фольклористики та етнології ім. М. Т. Рильського Національної академії наук України. Директор Інституту добросусідства. Академік Академії Міжнародного союзу козацтва, генерал. Письменник, журналіст та професійний перекладач. Автор художнього двомовного роману «Чарівна усмішка»/ «Surâs fermecător». Член Національної Спілки журналістів України. Член Українсько-Румунської комісії з історії, археології, етнології та фольклористики при Президії Національної Академії наук України. Член Наукового Товариства історії дипломатії та міжнародних відносин. Член Української Асоціації зовнішньої політики. Лауреат Міжнародної премії «У нас одні коріння». Нагороджений понад 50-ю орденами, медалями та відзнаками України і зарубіжних країн. Володіє 14-ма почесними титулами та званнями. Про нього в Україні та у шести зарубіжних країнах опубліковано понад 200 репортажів, статтей та інформативних матеріалів. За його участі знято та продемонстровано 15 історико-документальних фільмів, телевізійних передач та відеорепортажів.

## Біографія
Після навчання в Цуренській (1962—1966 рр.), Острицькій (1966—1968 рр.), Радгоспівській (1968—1970 рр.) та закінчення середньої школи № 10 у м. Чернівці, 1972 р. вступив на історичний факультет Чернівецького державного університету.
Короткий період вчителював у с. Багринівка Глибоцького району Чернівецької області, де викладав історію, суспільствознавство та французьку мову. 3 1 лютого 1978 р. перейшов на наукову роботу — став науковим співробітником Інституту історії Академії наук УРСР, а згодом — Інституту соціальних і економічних проблем зарубіжних країн АН УРСР.
У 1991 р. Т. Г. Рендюк у Москві захистив кандидатську дисертацію з румунської проблематики.
З 1990 р. — на державній службі: спеціаліст 1 категорії відділу з питань національностей, науки, вищих і середніх спеціальних закладів Чернівецького облвиконкому; консультант відділу у справах національностей та міжнародних зв'язків Чернівецької обласної державної адміністрації.
З жовтня 1992 р. Теофіл Рендюк працює в системі Міністерства закордонних справ України за напрямком українсько-румунських відносин.
У 1997 -2000 р.р. працював в МЗС України.
У 2000 -2003 р.р. працював Радником та Радником по посаді Радника-посланника Посольства України в Республіці Молдова, був Тимчасовим повіреним у справах України в Республіці Молдова.
10 листопада 2003 р. був призначений Начальником відділу з питань української діаспори, національних меншин та віросповідань Управління культурно-гуманітарного співробітництва Міністерства закордонних справ України.
У серпні 2005 р. Т. Г. Рендюк стає Начальником відділу з питань національних меншин та віросповідань Департаменту культурного та гуманітарного співробітництва МЗС України.
З 4 листопада 2005 р. по 25 січня 2006 р. та з 14 квітня по 27 травня 2008 р. був Повіреним у справах України в Румунії.
З 26 січня 2006 р. до 31 травня 2009 р. працював Радником-посланником Посольства України в Румунії.
З червня 2009 року по вересень 2012 року працював у центральному апараті МЗС України на посаді Заступника Директора Департаменту-Начальника відділу національних меншин та віросповідань Департаменту зв'язків із закордонним українством та культурно-гуманітарного співробітництва Міністерства закордонних справ України.
8 лютого 2012 року в Дипломатичній академії України при МЗС України захистив докторську дисертацію з українсько-румунської проблематики.
26 вересня 2012 року був призначений Радником-посланником Посольства України в Румунії.
15 березня 2016 року, Наказом Міністра закордонних справ України П. А. Клімкіна № 514-ос від 21 березня 2016 року, був призначений Тимчасовим повіреним у справах України в Румунії, посада, на якій працював до 10 листопада 2016 року, після чого повернувся до Міністерства закордонних справ України.
Починаючи з квітня 2017 року є директором ГО "Інститут добросусідства".
У липні 2019 року став старшим, а з 2021 року — провідним науковим спіробітником відділу "Український етнологічний центр" Інституту мистецтвознавства,  фольклористики та етнології імені М. Т. Рильського Національної академії наук України.

## Доробок
Теофіл Рендюк є автором понад 700 монографій, наукових i науково-популярних робіт, статей, інтерв'ю та перекладів, опублікованих в українських та зарубіжних виданнях, у тому числі в Україні, Болгарії, Республіці Молдова, Росії, Румунії, Польщі та Угорщині українською, англійською, болгарською, польською, російською, румунською, угорською та французькою мовами. Починаючи з 1969 року, опублікував понад 150 газетних статей.

### Книги
- Рендюк Т. Г. «Українці в Румунії та румуни в Україні: проблеми минулого та сучасне становище». К.: «Оріон-Принт», 2011. 293 с.
- Рендюк Т. Г. «Українці Румунії: національно-культурне життя та взаємовідносини з владою». Київ: Інститут історії України НАН України, 2010. 150 с.
- Рендюк Т. Г. «Гетьман Іван Мазепа — відомий і невідомий…» (українською, англійською, французькою, польською та румунською) з іл. К.: АДЕФ-Україна, 2010. 480 с.
- Рендюк Т. Г. «Гетьман України Пилип Орлик: молдовські та румунські шляхи». Чернівці: «БУКРЕК», 2013. 238 с.; Rendiuk T. Gh. Hatmanul Ucrainei Pylyp Orlyk: căile moldo-române. Cernăuţi: «BUKREK», 2013. 231 p.
- Rendiuk T. Gh. «C. Brâncoveanu şi I. Mazepa. Pagini inedite de istorie». Ediţie ilustrată, dedicată aniversării a 300 de ani de la martirizarea renumitului domnitor al Munteniei Constantin Brâncoveanu şi a 305 de ani de la trecerea în nefiinţă a ilustrului hatman al Ucrainei Ivan Mazepa. Bucureşti: Editura «PROUniversitatea», 2014. 387 p.; Рендюк Т. Г. К. Бринковяну та І .Мазепа: невідомі сторінки історії. Тримовний (українською, румунською та англійською) ілюстрований історично-документального нарис, присвячений 305-річниці від смерті видатного борця за незалежність України, гетьмана І. Мазепи, та 300-річчю від страти господаря Валахії К. Бринковяну. Bucureşti: Editura «PROUniversitaria». 2014. 387 p.
- Рендюк Т. Г. «Культурна дипломатія між Україною та Республікою Молдова» // «Культурна дипломатія: навч. посібник» / за заг. ред. І. Б. Матяш, В. М. Матвієнка; Інститут міжнародних відносин КНУ імені Тараса Шевченка; Наукове товариство історії дипломатії та міжнародних відносин. К., 2021. С. 173—180.